# موشه سینای
موشه سینای (به انگلیسی: Moshe Sinai) هافبک اهل اسرائیل است که از سال ۱۹۸۱ تا ۱۹۹۰ میلادی عضو تیم ملی فوتبال اسرائیل بوده و در ۴۷ بازی ملی حضور داشته است. موشه سینای توانسته در بازی‌های ملی، ۷ گل به ثمر برساند.